# Coca-Cola HBC
La Coca-Cola Hellenic Bottling Company S.A. (Coca-Cola Ελληνική Εταιρεία Εμφιαλώσεως A.E.)  è una società svizzera che opera nel settore alimentare.
È quotata sia alla Borsa di Londra che alla Borsa di Atene ed è presente con i propri stabilimenti in 28 paesi. Produce bibite carbonate e non, acqua, succhi, sport & energy drinks e preparati per bevande istantanee.
In particolare è la licenziataria di The Coca-Cola Company per la fabbricazione di prodotti finiti, in lattine e bottiglie, per quanto riguarda il mercato d'Italia, Armenia, Austria, Bielorussia, Bosnia ed Erzegovina, Bulgaria, Croazia, Repubblica Ceca, Estonia, Grecia, Ungheria, Lettonia, Lituania, Macedonia, Moldavia, Nigeria, Irlanda del Nord, Polonia, Irlanda, Romania, Russia, Serbia, Montenegro, Slovacchia, Slovenia, Svizzera, Stati Uniti e Ucraina. Nello specifico The Coca-Cola Company fornisce lo sciroppo concentrato a Coca-Cola HBC, la quale poi provvederà a combinarlo con acqua depurata e dolcificanti, per poi procedere alla fase dell'imbottigliamento. Dopodiché sempre Coca-Cola HBC si occuperà della distribuzione e della fornitura del prodotto finale a negozi al dettaglio, distributori automatici, ristoranti e distributori di cibo di servizio.

## Storia
La società nasce nell'agosto del 2000 a seguito della fusione tra Hellenic Bottling Company S.A. (HBC) e Coca-Cola Beverages PLC.
Hellenic Bottling Company nasce ad Atene nel 1969 ed ottiene la concessione di TCCC per l'imbottigliamento delle sue bevande in Grecia. Nel 1981 viene rilevata da Kar-Tess Holding S.A. che dà il via al processo di espansione delle attività di HBC.
Nel 1991 si quota alla Borsa di Atene. Nell'agosto 2000 Coca-Cola Beverages PLC entra nel suo azionariato con una quota del 23%.
Coca-Cola Beverages, invece, nasce nel luglio 1998, come scissione delle attività europee della società australiana Coca-Cola Amatil Limited.
La fusione tra le due entità comporterà un ulteriore allargamento del mercato fornito dal nuovo soggetto grazie ad una serie di acquisizioni di società operanti prevalentemente in Europa.
Nel 2012, vista la grave crisi economica, che annovera la Grecia tra i paesi più colpiti, la società decide di cambiare sede legale e di trasferirsi in Svizzera, precisamente a Zugo.

## Italia
Coca-Cola HBC opera dal 1995 in Italia attraverso Coca-Cola HBC Italia S.r.l. (già Coca-Cola Bevande Italia S.p.A.) proprietaria degli stabilimenti di produzione ed imbottigliamento di Nogara, Oricola, Marcianise, Rionero in Vulture. È proprietaria di Fonti del Vulture S.r.l. ed ha incorporato la società SoCIB S.p.A.. Si occupa anche della distribuzione dei prodotti di Ilko Coffee International, joint venture tra The Coca-Cola Company e Illycaffè S.p.A..